# Puçol
Puçol és un municipi del País Valencià a la comarca de l'Horta Nord. Actualment té 19.320 habitants, dels quals 9.540 són hòmens i 9.780 són dones (segons l'INE). Limita al sud amb El Puig de Santa Maria i al nord amb Sagunt (Camp de Morvedre).

## Geografia
El terme municipal està situat en l'extrem septentrional de l'Horta de València en contacte amb el Camp de Morvedre. S'estén des d'una zona muntanyosa, passant per una franja plana, on es troba la major part del terme municipal, fins a arribar a la zona costanera. A Puçol naix el sender de gran recorregut GR 10, que va des del mont Picaio fins a la ciutat de Lisboa, recorrent la península Ibèrica.

### Nuclis
- Puçol (15.849 habitants)
- Platja de Puçol (1.186 habitants)
- Alfinach (1.691 habitants)
- Els Monestirs (569 habitants)

## Història
Jaume el Conqueridor donà el lloc a Asalit de Gudal, qui la donà a poblar a 40 cristians el 29 de novembre del 1242. El maig de 1243, Gudal la tornà a vendre al rei per 18.000 sous. El rei, en novembre d'aquell mateix any, donà l'alqueria i lloc de Puçol, repartint una meitat al bisbe i capítol de València i l'altra, al convent de Roncesvalls, al qual va comprar la seua part del capítol per 9.000 sous el 1244. L'any 1262 es va atorgar una carta pobla per a 27 pobladors. El 1288 el bisbe de València, Romuald Peset, adjudicà les rendes de Puçol a la casa de l'Almoina.

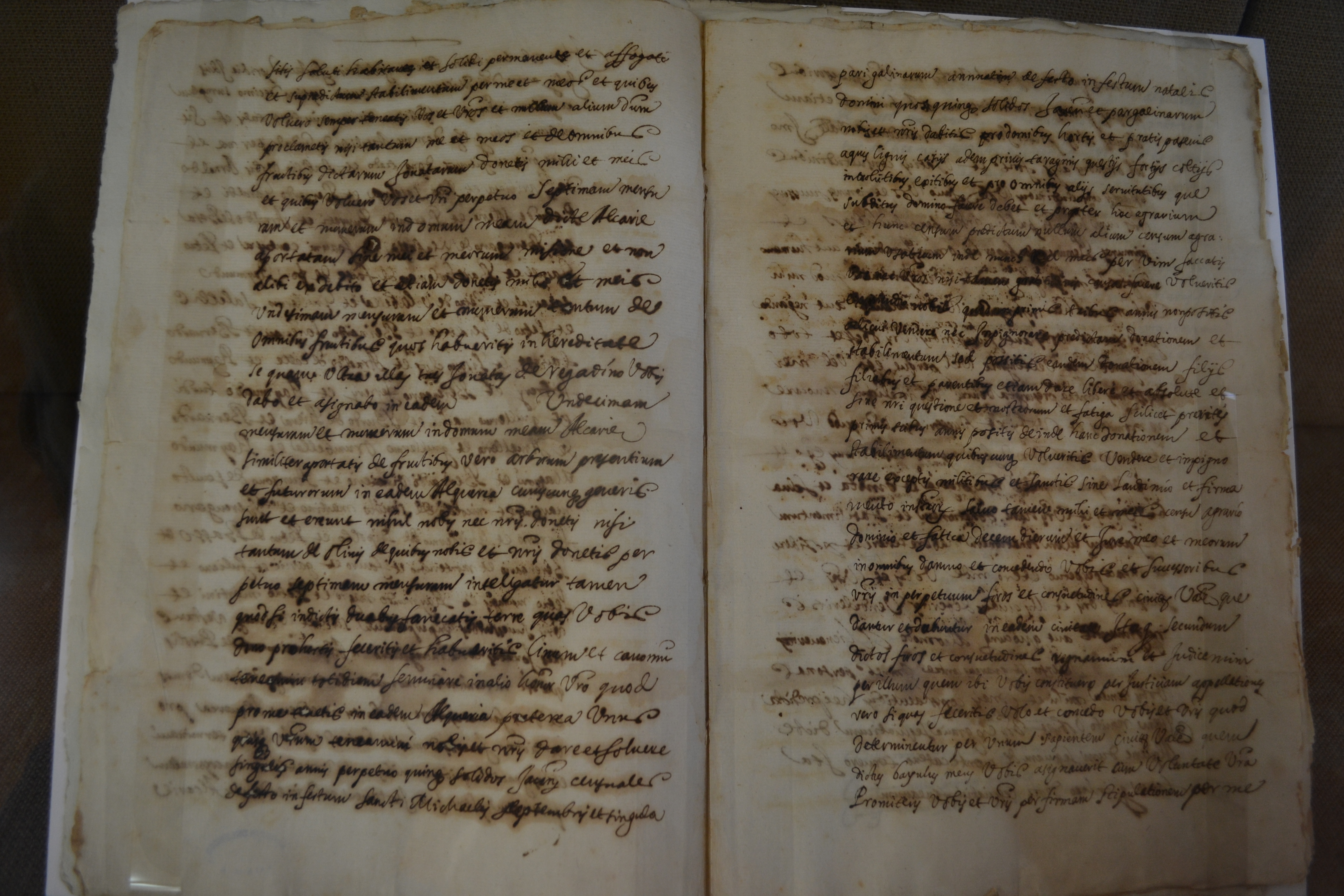
Carta pobla de Puçol (1317)

El 1317 l'arquebisbe de València atorga carta pobla de Puçol per a 39 pobladors i llurs successors, donant tres jovades de terres de regadiu, a més d'hortes. A canvi els pobladors devien donar al senyor entre una setena i una onzena part dels fruits que recullen i unes gallines; tanmateix, hauran de pagar un cens, la fadiga i el lluïsme. En les Corts Valencianes de Ferran el Catòlic, el braç eclesiàstic demana l'exempció per a la Universitat de Puçol del tribut de sopar, que ja l'havia concedit Jaume I, però que des del rei Martí es venia exigint.
A les Corts del 1537, Carles I demana franquícia de pagar maridatge i coronatge i d'altres drets reials. En les del 1522 demana que es mantinga la concòrdia que atorga a Puçol la llibertat d'entrar la meitat de la collita del vi sense pagar sisa. En les del 1604 es torna a demanar que es mantinga la franquícia de pagar lleuda, peatge o qualsevol altre dels drets reials. A les Corts del 1626 l'església demana exempció de pagar el dret d'amortització i segell de dues mil lliures.
L'església parroquial, dedicada a sant Joan Baptista, es va bastir el 1607, sobre una altra antiga del 1359. Al canvi del segle xviii al xix la principal producció de Puçol es basava en el cep, hi produïa uns 42.000 cànters de vi, a més de tenir cultius com ara garroferes, oli, blat, seda, tota classe de fruites i llegums. Comptava amb set almàsseres, dos molins fariners, cinc forns de cuir pa. En el seu terme, el 25 d'octubre de 1811 durant la guerra del Francès va tenir lloc la batalla de Puçol.
Ja en el segle xx i durant la Segona República Espanyola s'exerciren les eleccions generals espanyoles de 1933, en què varen obtindre la majoria els partits de centre dreta fins a l'any 1936. En eixe període, anomenat Bienni Negre per l'esquerra, es generà gran malestar entre les diferents faccions. En eixe context, els anarquistes provocaren el descarrilament del tren ràpid entre Barcelona i Sevilla, que va caure a les onze de la nit al Barranc de Puçol, entre les estacions del Puig de Santa Maria i l'esmentat poble, amb un total de 20 morts i més de 100 ferits. Tocades la una de la matinada del dia 9 de desembre de 1933, va esclatar un petard en l'Estació del Nord de València sense altres conseqüències que contribuir a l'alarma que des de primera hora de la nit corria per la capital i que de matinada adquirí dimensions de tragèdia amb la notícia de l'atemptat del tren sobre el Barranc de Puçol. El raïls aparegueren tallats i desviats, de la qual cosa es deduïx que el criminals havien cuidat fins al refinament les previsions del seu pla amb el tallament de la via i la bomba per dispositiu de pressió automàtica perquè, en passar el comboi, es produïra l'explosió. El maquinista es traslladà a peu fins a l'estació del Puig de Santa Maria, on s'avisà a València dels fets. Veïns i autoritats del poble de Puçol, el Puig de Santa Maria, la Pobla de Farnals, Sagunt i altres acudiren per a començar els treballa de socors, que es feien amb molta dificultat.
L'any 1983 van ser trobats en un camp del municipi unes restes humanes a dins d'una capsa de metall. La troballa es va fer amb la presència del notari del poble, dos metges, l'arquebisbe de València Miguel Roca Cabanellas, la Mare superiora i una representació del consell directiu de la congregació de Mares de Desemparats i Sant Josep de la Muntanya. La troballa es va fer després d'una investigació de dos anys per a aclarir el testimoni que va rebre en 1952 una religiosa de la congregació de les Serventes de Jesús, qui havia rebut la confessió d'un dels responsables del robatori del cos de Mare Petra de Sant Josep a la sepultura d'esta al Reial Santuari Sant Josep de la Muntanya a Barcelona, l'any 1936. Després de investigar el cos l'11 de maig de 1984, el prefecte de la congregació, el Cardenal Palazzini, va signar el document pel qual declarava les restes trobades al camp de Puçol.

## Demografia
| any  | habitants |
| ---- | --------- |
| 1900 | 3.702     |
| 1910 | 4.028     |
| 1920 | 4.110     |
| 1930 | 4.562     |
| 1940 | 4.959     |
| 1950 | 5.456     |
| 1960 | 6.984     |
| 1970 | 9.647     |
| 1981 | 11.466    |
| 1991 | 12.432    |
| 1996 | 13.662    |
| 2001 | 14.965    |
| 2006 | 17.249    |
| 2007 | 17.947    |
| 2008 | 18.482    |
| 2009 | 19.018    |
| 2010 | 19.295    |
| 2024 | 21.281    |

## Economia
La riquea econòmica de Puçol fins a la dècada 1950 provingué principalment de l'agricultura, però posteriorment la seua economia es va transformar degut a la presència d'una sèrie d'indústries que s'esperava que augmentaren davant la proximitat de la Planta Siderúrgica del Port de Sagunt. Amb tot, en el secà trobem hui dia ametlers, oliveres, garroferes i vinyes (la vinya va ser, en segles passats, el cultiu principal). Quant al regadiu, en l'actualitat els cítrics n'ocupen la major part, fet que el situa en el primer lloc dels cultius, tant per extensió com per significació econòmica. La resta de l'horta es dedica a fruiters, hortalisses vàries, tomates, cebes, dacsa i creïlles en menor proporció. Pel que fa a la ramaderia, n'hi ha de llana i de boví.
El sector industrial comptà amb una gran planta de fabricació d'electrodomèstics i ara, altres més diverses que van des de les metal·lúrgiques fins a l'exportació de cítrics, passant per fleca, briogeria, llunes per a cotxes, bolquets per a camió, olis de motor, entre d'altres.

## Política i govern

### Composició de la Corporació Municipal
El Ple de l'Ajuntament està format per 17 regidors. En les eleccions municipals de 26 de maig de 2019 foren elegits 6 regidors del Partit Popular (PP), 5 del Partit Socialista del País Valencià (PSPV-PSOE), 3 de Compromís per Puçol (Compromís), 1 de Partido de las Urbanizaciones de Puçol (PURP), 1 de Ciutadans - Partit de la Ciutadania (Cs) i 1 de Vox.
| Eleccions municipals de 26 de maig de 2019 - Puçol |                                           |                                     |                                     |         |          |          |
| Candidatura | Candidatura                               | Candidatura                         | Cap de llista                       | Vots    | Vots     | Regidors |
| | Partit Popular de la Comunitat Valenciana |                                     | María Paz Carceller Llaneza         | 2.705   | 28,69%   | 6 ()     |
| | Partit Socialista del País Valencià-PSOE  |                                     | Ana Gómez-Pimpollo Orellana         | 2.689   | 28,55%   | 5 (+1)   |
| | Compromís per Puçol                       |                                     | Enric Esteve Ramon                  | 1.436   | 15,25%   | 3 ()     |
| | Partido de las Urbanizaciones de Puçol    |                                     | José María Babé Navarro             | 658     | 6,99%    | 1 ()     |
| | Ciutadans - Partit de la Ciutadania       |                                     | Rubén Vaquero Garcés                | 522     | 5,54%    | 1 ()     |
| | Vox                                       |                                     | Alberto de Jesús Rodríguez          | 488     | 5,18%    | 1 (+1)   |
| | Altres candidatures                       |                                     |                                     | 858     | 9,11%    | 0 ( -2)  |
| | Vots en blanc                             |                                     |                                     | 62      | 0,66%    |          |
| Total vots vàlids i regidors | Total vots vàlids i regidors              | Total vots vàlids i regidors        | Total vots vàlids i regidors        | 9.418   | 100 %    | 17       |
| | Vots nuls                                 | Vots nuls                           | Vots nuls                           | 75      | 0,79%    |          |
| Participació (vots vàlids més nuls) | Participació (vots vàlids més nuls)       | Participació (vots vàlids més nuls) | Participació (vots vàlids més nuls) | 9.493   | 65,87%** |          |
| Abstenció | Abstenció                                 | Abstenció                           | Abstenció                           | 4.919*  | 34,13%** |          |
| Total cens electoral | Total cens electoral                      | Total cens electoral                | Total cens electoral                | 14.412* | 100 %**  |          |
| Alcaldessa: María Paz Carceller Llaneza (PP) (15/06/2019) Per majoria absoluta dels vots dels regidors (9 vots: 6 de PP, 1 de PURP, 1 de Cs i 1 de Vox) |                                           |                                     |                                     |         |          |          |
| Fonts: JEC, JEZ Sagunt, M. Interior, Periòdic Ara. (* No són vots sinó electors. ** Percentatge respecte del cens electoral.)                           |                                           |                                     |                                     |         |          |          |

### Alcaldes
Des del 2019 l'alcaldessa de Puçol és María Paz Carceller Llaneza del PP.
| Període                       | Alcalde o alcaldessa                              | Partit polític      | Data de possessió     | Observacions                             |
| ----------------------------- | ------------------------------------------------- | ------------------- | --------------------- | ---------------------------------------- |
| 1979–1983                     | José Vicente Cuello Piedrafita                    | PSPV-PSOE           | 19/04/1979            | --                                       |
| 1983–1987                     | José Vicente Cuello Piedrafita                    | PSPV-PSOE           | 28/05/1983            | --                                       |
| 1987–1991                     | José Vicente Cuello Piedrafita                    | PSPV-PSOE           | 30/06/1987            | --                                       |
| 1991–1995                     | José Vicente Cuello Piedrafita                    | PSPV-PSOE           | 15/06/1991            | --                                       |
| 1995–1999                     | Josep Maria Iborra i Carol                        | PSPV-PSOE           | 17/06/1995            | --                                       |
| 1999–2003                     | Josep Maria Iborra i Carol                        | PSPV-PSOE           | 03/07/1999            | --                                       |
| 2003–2007                     | Josep Maria Iborra i Carol Juan Manuel Busto Díaz | PSPV-PSOE Entesa    | 14/06/2003 19/07/2004 | Moció de Censura PP +Entesa +UV +Bloc-EV |
| 2007–2011                     | Mariano Sanchis Ribera José Vicente Martí Alpera  | PP PSPV-PSOE        | 16/06/2007 03/08/2009 | Moció de censura PSPV +EUPV-EV-ERPV      |
| 2011–2015                     | Mercedes Sanchis Montañana                        | PP                  | 11/06/2011            | --                                       |
| 2015–2019                     | Enric Esteve Ramon Lola Sánchez                   | Compromís PSPV-PSOE | 24/05/2015 10/06/2017 | Pacte de govern                          |
| 2019-2023                     | María Paz Carceller Llaneza                       | PP                  | 15/06/2019            | --                                       |
| Des de 2023                   | n/d                                               | n/d                 | 17/06/2023            | --                                       |
| Fonts: Generalitat Valenciana |                                                   |                     |                       |                                          |

## Monuments

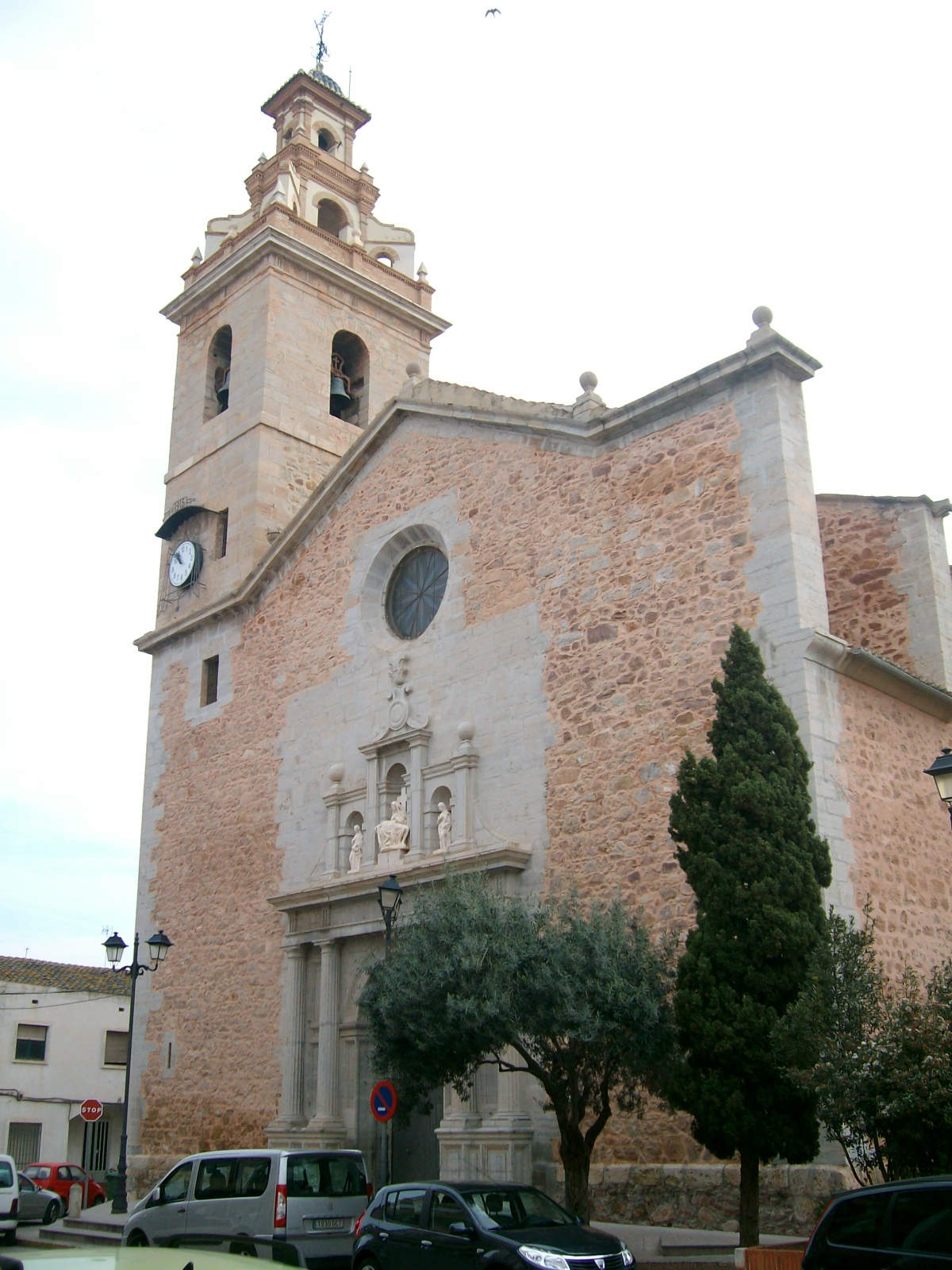
Església dels Sants Joans

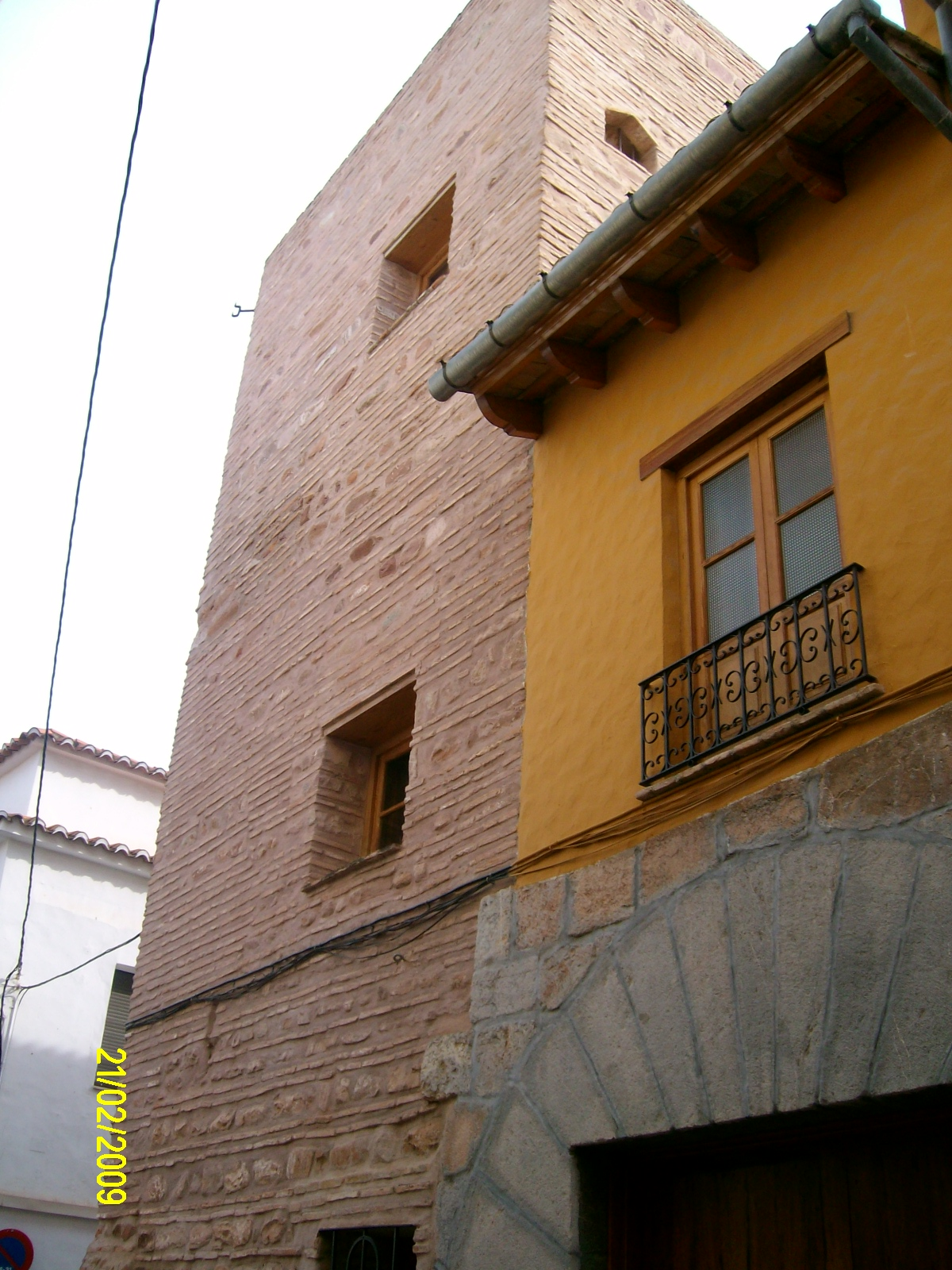
Torre Talaia

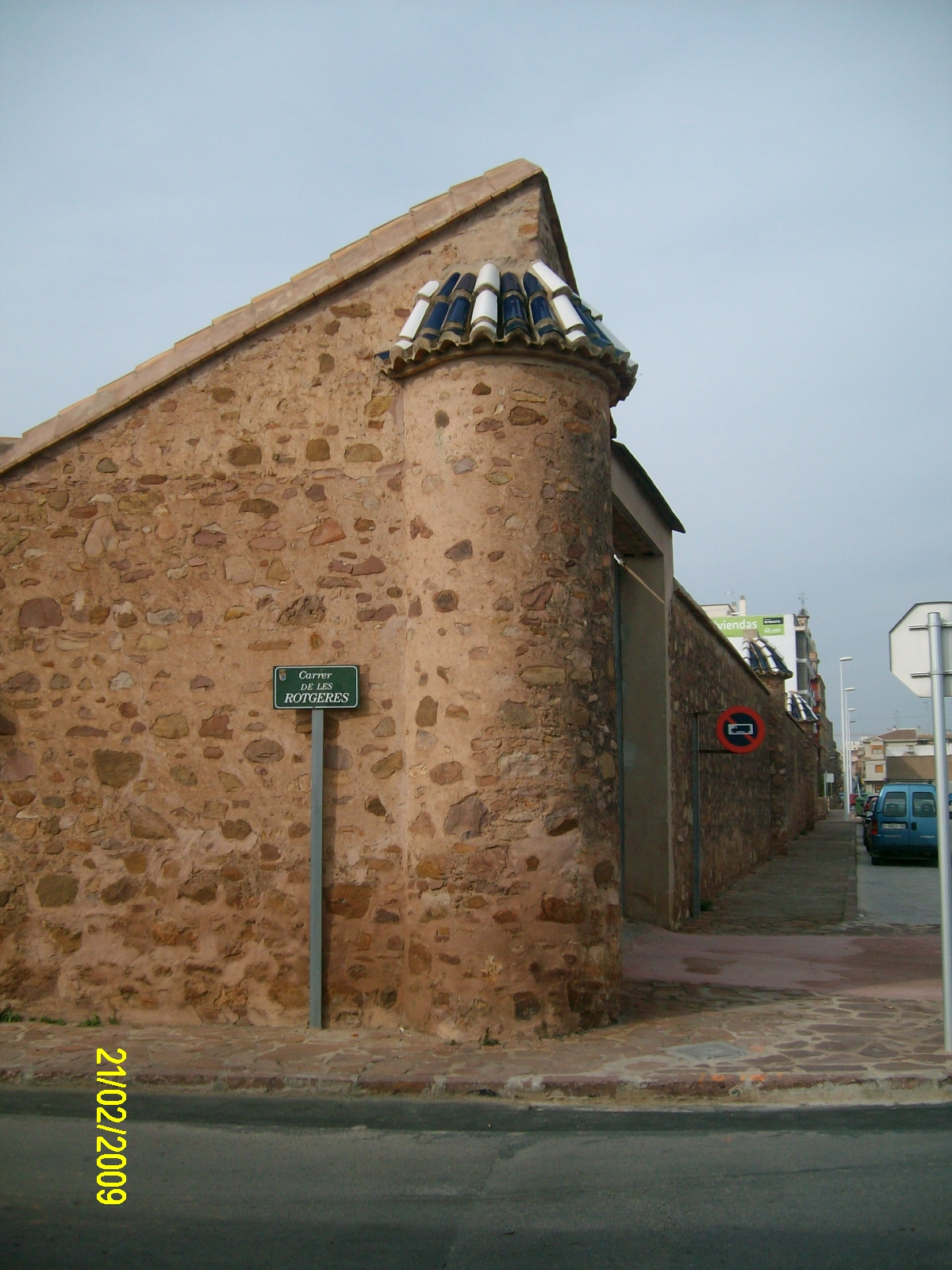
Mur del Jardí Botànic

- Església dels Sants Joans.[12] Construïda l'any 1607 per Joan de Ribera, és un temple esvelt d'amplíssima nau amb un magnífic altar daurat d'estil barroc amb capelles laterals. L'exterior es caracteritza per la gran elegància en la disposició d'elements clàssics.
- La Torre Talaia es va construir al voltant del segle xiv amb la finalitat de protegir-se contra les revoltes dels moros, bandidatge i pirates que aguaitaven la pau de la població camperola. Així, des d'esta torre es podia vore des de la mar fins als vessants muntanyosos que envolten la població. La torre d'estil moro és de forma prismàtica de base quadrangular medint les cares laterals 5,50 metres d'ample i al voltant de 10 metres d'altura la qual és de pertinença privada des de fa un segle i és considerada com la casa més antiga del poble. Hui dia està restaurada, el seu exterior de pedra, teula i rajola de fang és una bona prova del conglomerat de cultures que l'anaren component. Definitivament és un monument històric que Puçol deu conservar com a testimoni d'esdeveniments i símbol de cultura.
- Mur del Palau Arquebisbal. Puçol fou durant molts anys senyoriu de l'arquebisbat de València aleshores en 1607 es va construir junt a l'església actual, el Palau Arquebisbal del que avui en dia sols ens queda el vell mur de maçoneria amb torretes semicirculars coronades amb teula ceràmica de color blau i blanc que mostra línies barroques.
- Molí de Vent. D'època incerta, encara que alguns estudiosos el daten d'època sarraïna. El Molí de Vent deixà de funcionar a la primera meitat del segle passat essent una construcció d'interés històric, ja que és un dels pocs molins d'eixa classe que existix al País Valencià.
- Portal del Cor de Jesús. Situat al carrer Cavallers és el darrer supervivent de les diverses portes que fins al segle xix tancaven la vila.
- Forn ceràmic i dues naus El Rajolar. Bé de Rellevància Local d'espai etnològic.

## Llocs d'interés
- Finca Municipal de La Costera. En la part oest del Nucli urbà. La Finca és de 517.245 m² de titularitat Municipal i posseïx un alberg juvenil amb capacitat per a 25 persones, zones de recreació i zones repoblades amb pins i vegetació autòctona. Ha sigut declara Paratge Natural Municipal.
- Platja. S'ha obtingut la bandera blava després de tenir diversos anys el certificat de Qualitur de qualitat de l'aigua i oferint serveis a la comunitat turística. També s'ha creat l'oficina d'atenció al turista de Tourist info Puçol. En la platja durant l'estiu s'oferixen diverses activitats lúdiques i serveis, des de ludoteca, atenció sanitària, mercat ambulant, ombrel·les gratuïtes, socorristes, aeròbic, etc. Actualment la platja té més de 1000 habitants, dels quals més de 300 són de primera residència o de segona en temps parcial d'almenys 5 mesos de l'any.
- L'Estany.
- El Picaio. Muntanya de 363 metres d'alçada situada a l'extrem sud de la serra Calderona.
- Marjal dels Moros. Espai protegit ZEPA, una zona humida inclosa al Catàleg de Zones Humides de la Comunitat Valenciana, situada entre els termes municipals de Puçol i Sagunt, on s'hi troben moltes espècies d'aus, que la convertixen en una zona d'interès per als ornitòlegs equipada amb tres miradors per a l'observació d'aus.[13][14]
- Sindicat agrícola de Puçol.
- Edifici centenari, centre sense anim de lucre, en activitats diverse per al poble com, escola de billar a tres bandes, Maquetes i jocs modern de taula, escola de socarrats, club d'escats, jocs Valencians com el truc, o el xamelo, societat ornitologica, i de Coloms deportius. ajuda a jubilats en manteniment, joga y escola de vall.

## Casa de Cultura

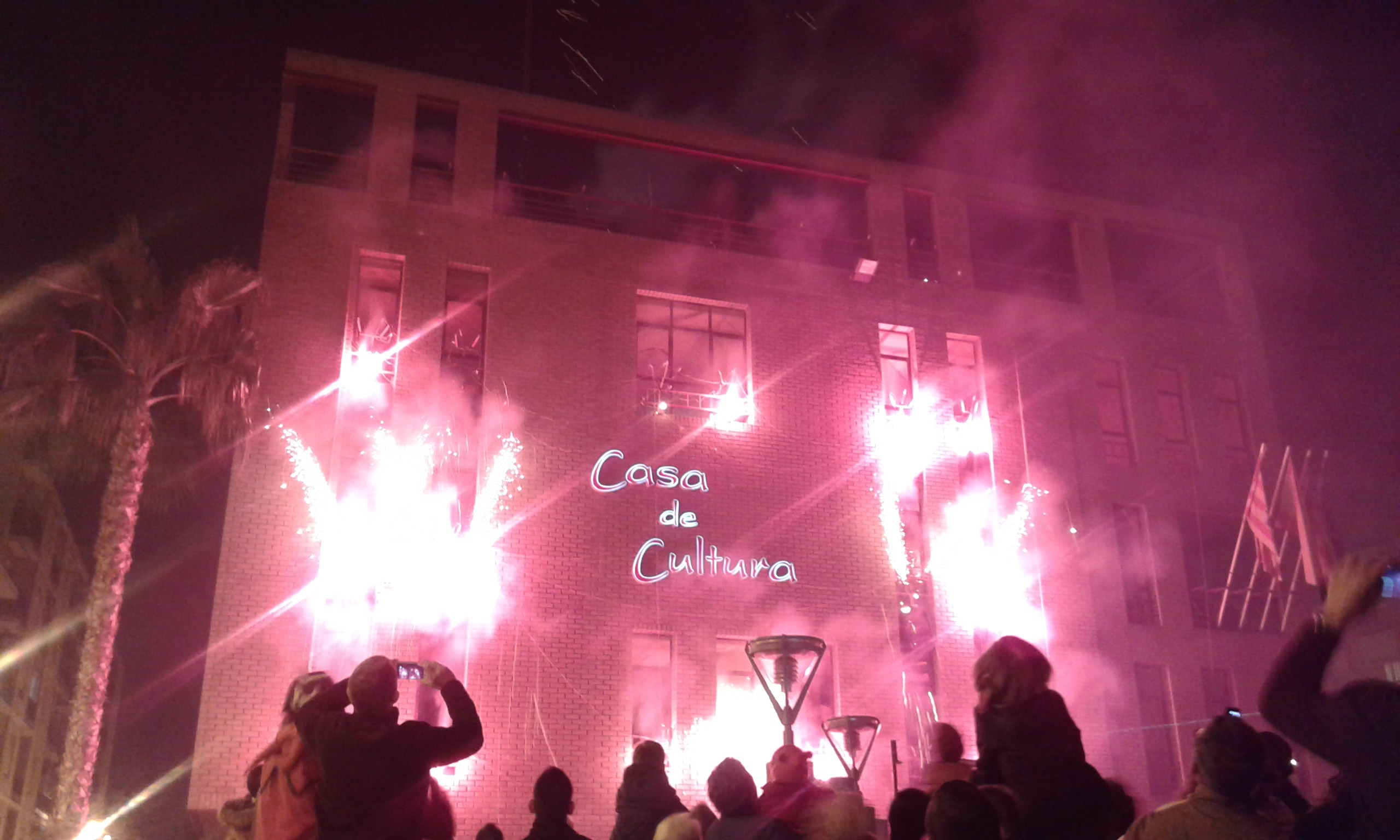
30 aniversari de la Casa de Cultura

La Casa de Cultura és un equipament municipal inaugurat l'any 1987 destinat a manifestacions culturals que té per objectiu promoure la cultura i les arts entre els habitants del municipi. L'edifici combina els usos de biblioteca amb una programació estable de cinema, música, teatre, exposicions i conferències. Acull també les Escoles Municipals de Cultura, amb balls de saló, tabal i dolçaina, escola de danses, rondalla, restauració de mobles, solfeig i instruments, i amb caràcter anual, es convoquen el Premis Vila de Puçol de pintura, poesia i narrativa. L'any 2017 va celebrar el 30 aniversari amb un seguit d'actes.

## Festes i celebracions
- Festes Populars i Patronals. Se celebren de l'1 al 9 de setembre en honor de la Verge al Peu de la Creu. Les Festes es componen d'actes populars i actes religiosos. Comencen l'últim diumenge d'agost amb la Romeria al Cabeçol, a partir d'ací es combinen les actuacions musicals, exhibicions esportives, actes religiosos i, en general, activitats destinades que tots els públics.
- Festes de Santa Marta. Són les festes dedicades a Santa Marta, de la Parròquia de Santa Marta, l'església situada al barri d'Ildefonso Fierro. Fa uns anys es van recuperar i anualment se celebren a final de setembre i principi d'octubre. Normalment són organitzades per un grup de festers pertanyents al Centre Juniors Apocalipsis i entre les celebracions més importants està la Processó on es trau a Santa Marta i la Nit del Rock.
- Festa de Sant Joan. Del 22 al 24 de juny s'organitzen actes culturals, taurins, festius i centrats en la tercera edat. El de Sant Joan és el primer bou de l'any, parlem del "bou al carrer".
- Falles. Del 22 al 19 de març. La primera comissió fallera es constituïx a Puçol l'any 1980. En l'actualitat hi ha quatre falles a Puçol, la més antiga és la falla Hostalets i la més recent la falla Picaio, entremig hi són falla Molí de Vent i la Falla Palau-La Torre. S'organitzen activitats de caràcter cultural, plantà de la falla, jocs infantils, revetles, cercaviles, despertades, ofrenes de flors a la patrona de la vila, cavalcades i per tancar la cremà dels monuments fallers.
- Festa de Sant Antoni Abat. Se celebra el cap de setmana més pròxim al 17 de gener amb els actes tradicionals de "bous al carrer", cavalcada, "cremà" de la foguera, correfocs, "torrà" popular, calderes populars, benedicció dels animals així com diverses activitats lúdico-culturals.
- Festa de Sant Miquel. És la festa de caràcter veïnal de més llarga tradició en el municipi. Se celebra del 25 al 29 de setembre amb tradicionals actes de caràcter religiós i populars com ara la processó amb bengales, la missa, la cavalcada, els sopars al carrer, les xocolatades i jocs infantils, el bou de cartó, i les traques gairebé quilomètriques.

## Fills il·lustres
- Francesc Roca i Alcaide (Puçol, 1881 - † 1973), mestre, historiador i cronista de Puçol.
- Vicent Sebastià i Montañana (Puçol, 1900 - † 1976), músic i poeta.
- Josep Maria Ribelles i Llobat (Puçol, 1932 - † 1997), poeta.
- Josep Claramunt Torres (Puçol, 1946), exjugador del València CF.
- Vicent Soriano Serra (Puçol, 1953), empresari i expresident del València CF.
- Juli Esteve i Carbonell (Puçol, 1959), periodista.
- Manel Alonso i Català (Puçol, 1962), escriptor, editor i periodista.
- Mercè Claramunt i Diego (Puçol, 1964), poeta.

## Galeria

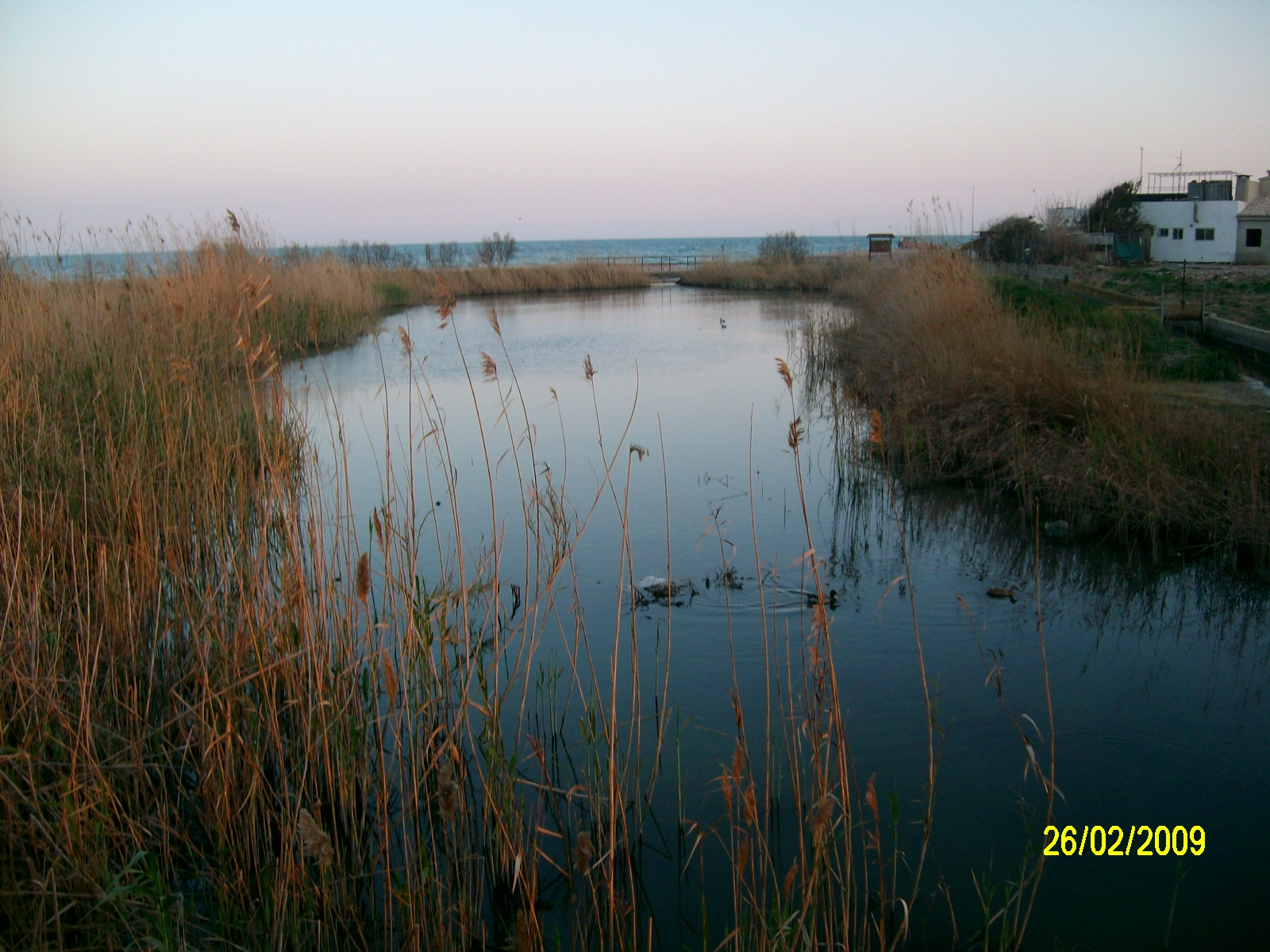
L'Estany de Puçol
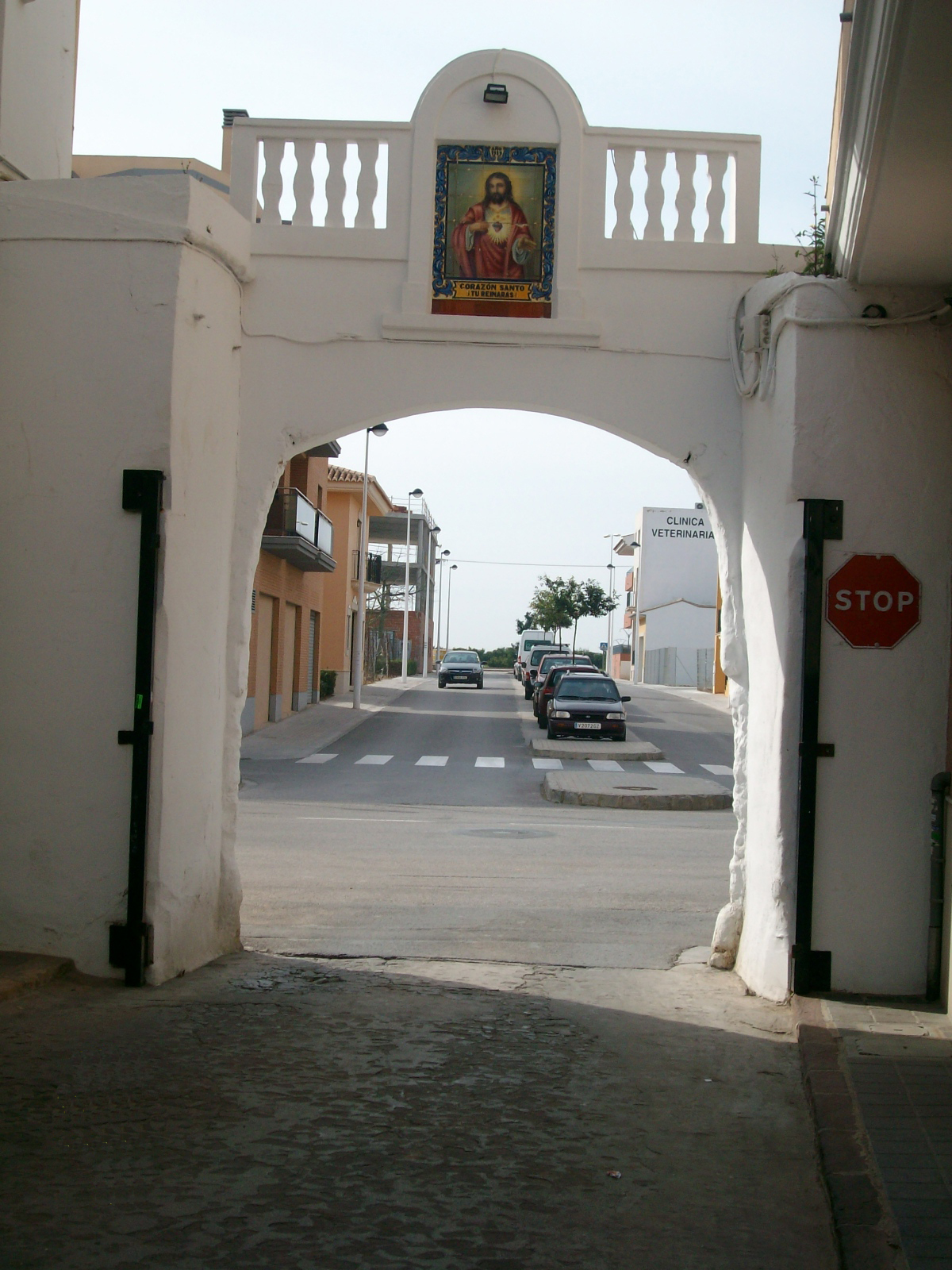
Portal del Cor de Jesús
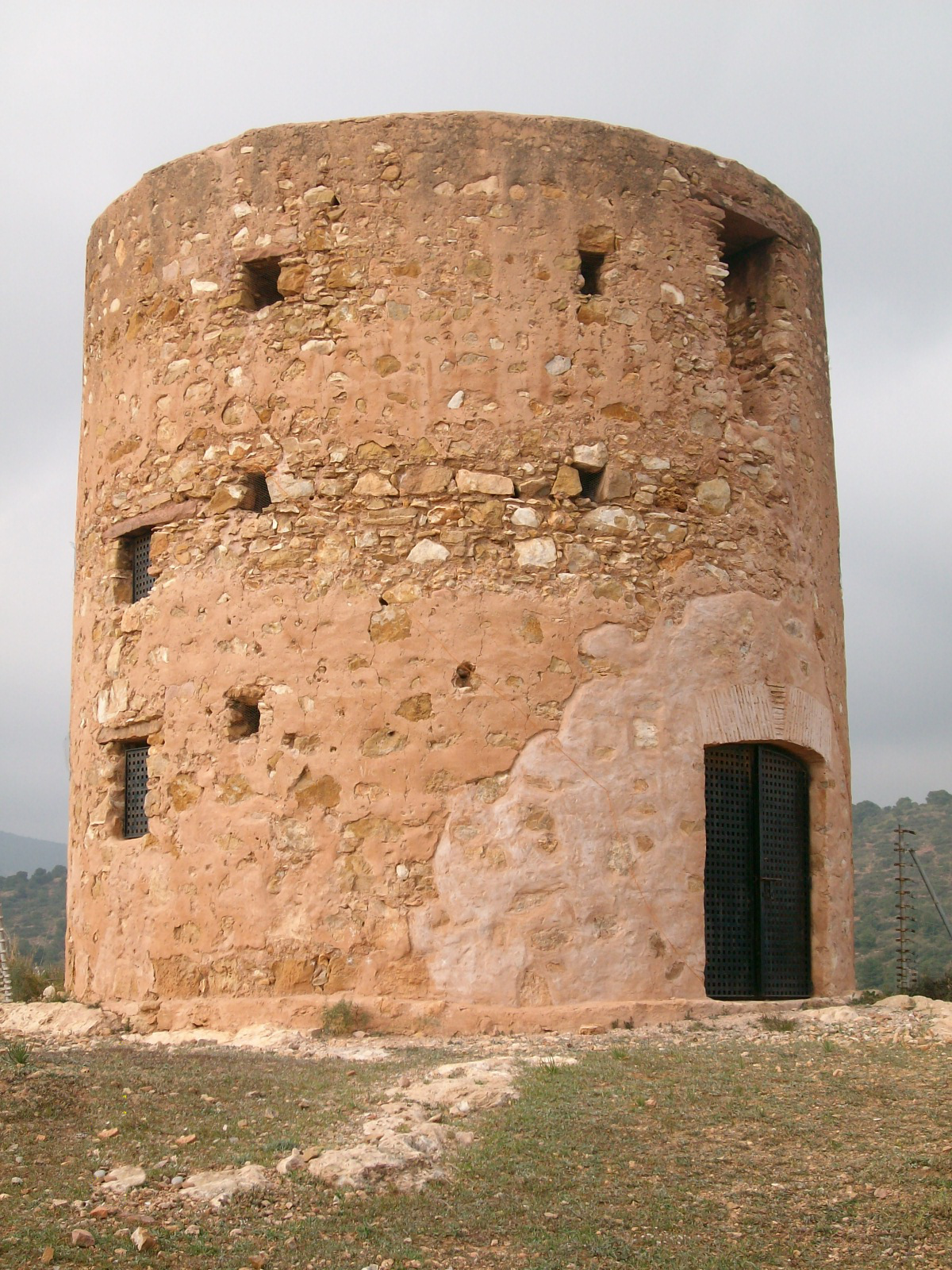
Molí de Vent